# Atypophthalmus sedatus
Atypophthalmus sedatus är en tvåvingeart som först beskrevs av Alexander 1922.  Atypophthalmus sedatus ingår i släktet Atypophthalmus och familjen småharkrankar. Inga underarter finns listade i Catalogue of Life.